# Megacarpaea
Artykuł ten został zgłoszony do umieszczenia na stronie głównej w rubryce „Czy wiesz”.
Pomóż nam go sprawdzić: oceń zgłoszoną nominację.
Megacarpaea DC. – rodzaj roślin z rodziny kapustowatych. Obejmuje 9 gatunków. Zasięg obejmuje południową i wschodnią europejską część Rosji, Kazachstan, kraje Azji Środkowej po Chiny i Mjanmę. Młode liście Megacarpaea polyandra są spożywane, a roślina wykorzystywana jest wszechstronnie jako lecznicza oraz w weterynarii. Jadalny jest też korzeń Megacarpaea megalocarpa.

## Morfologia
PokrójByliny z szyją korzeniową otuloną pozostałościami zeszłorocznych liści. Pędy rozgałęzione tylko w górze, z włoskami pojedynczymi.
LiścieOdziomkowe liście ogonkowe, niepodzielone, pierzasto klapowane lub pierzasto, rzadko dłoniasto podzielone, czasem dwu- i trzykrotnie. Liście łodygowe ogonkowe lub siedzące, często obejmujące łodygę, o blaszkach zatokowo wcinanych, pierzasto klapowanych lub siecznych.
KwiatyZebrane w grona tworzące wiechowate kwiatostany złożone, wydłużające się w czasie owocowania. Szypułki kwiatowe cienkie lub grube, odstające lub w dół odgięte. Działki kielicha cztery, podługowate, o błoniastych brzegach, odpadające, wewnętrzna para nie jest workowato rozdęta u nasady. Płatki korony cztery, żółte, białokremowe, różowe, fioletowe, czasem ich brak. Płatki jajowate do równowąskich, zwykle całobrzegie, rzadziej z trzema ząbkami. Pręcików 6, podobnej długości lub słabo czterosilnych, na nitkach spłaszczonych u nasady. Zalążnia z dwoma zalążkami.
OwoceDwunasienne łuszczynki, rozpadające się na spłaszczone, koliste, skórzaste, jednonasienne części. Nasiona silnie spłaszczone, jajowate lub nerkowate, gładkie.

## Systematyka
Rodzaj roślin z plemienia Megacarpaeeae w obrębie rodziny kapustowatych Brassicaceae.
Wykaz gatunków
- Megacarpaea bifida Benth.
- Megacarpaea delavayi Franch.
- Megacarpaea gigantea Regel
- Megacarpaea gracilis Lipsky
- Megacarpaea iliensis Golosk. & Vassilcz.
- Megacarpaea megalocarpa (Fisch. ex DC.) Schischk. ex B.Fedtsch.
- Megacarpaea orbiculata B.Fedtsch.
- Megacarpaea polyandra Benth.
- Megacarpaea schugnanica B.Fedtsch.